# (2217) Eltigen
(2217) Eltigen ist ein Asteroid des äußeren Hauptgürtels, der von der sowjetischen Astronomin Tamara Smirnowa am 26. September 1971 am Krim-Observatorium in Nautschnyj (IAU-Code 095) entdeckt wurde. Unbestätigte Sichtungen des Asteroiden hatte es schon vorher gegeben: am 10. Juni 1942 (1942 LG) am Union-Observatorium in Johannesburg, am 24. März 1958 (1958 FJ) an der Landessternwarte Heidelberg-Königstuhl, am 10. Juli 1959 (1959 NP) am Goethe-Link-Observatorium in Indiana sowie 1970 (1970 LD) am Krim-Observatorium in Nautschnyj.
Der Asteroid hat einen mittleren Durchmesser von 26,10 km (± 1,9). Seine Albedo von 0,1242 (± 0,020) ist vergleichbar mit derjenigen des Erdmondes (0,12). Die Rotationsperiode konnte bei Beobachtungen am 30. April sowie vom 3. bis 5. Mai 2009 am 50-cm-Ritchey-Chrétien-Teleskop des Oakley Southern Sky Observatorys (IAU-Code E09) in Coonabarabran, New South Wales mit 6,924 (± 0,003) Stunden bestimmt werden.
(2217) Eltigen gehört zur Themis-Familie, einer Gruppe von Asteroiden, die nach (24) Themis benannt wurde. Die zeitlosen (nichtoskulierenden) Bahnelemente von (2217) Eltigen sind fast identisch mit denjenigen des kleineren, wenn man von der Absoluten Helligkeit von 14,4 gegenüber 11,3 ausgeht, Asteroiden (60062) 1999 TE119.
(2217) Eltigen wurde am 1. März 1981 nach der Kleinstadt Eltigen benannt, ein Landungspunkt der Kertsch-Eltigener Operation, bei der die Rote Armee im November 1943 die Rückeroberung der Halbinsel Krim vorbereitete.